# 昌平路 (台中市)
昌平路為臺灣臺中市重要道路之一。大致呈南—北向，南起北屯區北屯路，北抵神岡區中山路，全長約10.3公里；是神岡區到台中市區之間的重要平面道路，也是神岡區主要的聯外道路。

## 歷史
- 2013年7月3日：道路命名核定生效。
- 2013年9月9日：門牌整編生效。[2]

## 行經行政區域
- 北屯區：一段至三段
- 潭子區：三段
- 大雅區：三段至四段
- 神岡區：五段

## 車道配置
- 昌平路一段：雙向四車道
- 昌平路二段－五段：雙向二車道

## 分段

### 整併前各道路
- 北屯區昌平路：昌平路一段未變更，原昌平路二段環中路以北部分整編為昌平路三段及其巷道。[3]
- 潭子區民族路：僅民族路一段部分整編為昌平路三段，一段其他部分及二段和三段未變更。[4]
- 大雅區中正路：雅潭路以南整編為昌平路三段；以北整編為四段，而周圍原花眉巷、玉水巷等門牌亦有整編。[5]
- 神岡區民族路：直接變更為昌平路五段。[6]

### 整併後分段
- 一段：北屯路－崇德二路
- 二段：崇德二路－環中路
- 三段：環中路－雅潭路
- 四段：雅潭路－大雅、神岡區界
- 五段：大雅、神岡區界－神岡區中山路

## 本道路客運
臺中市公車
| 編號 | 業者     | 路線                         | 行駛區間                         | 備註                                                    |
| ---- | -------- | ---------------------------- | -------------------------------- | ------------------------------------------------------- |
| 14   | 台中客運 | 干城站－舊庄                 | 中山路－北屯路                   | 部分班次延駛南清宮                                      |
| 14副 | 台中客運 | 干城站－神岡區公所           | 雅潭路－北屯路                   | 部分班次延駛大圳厚生路口                                |
| 28   | 台中客運 | 四張犁圖書館－坪頂           | 豐樂一街－四平路；四平路－崇德路 |                                                         |
| 65繞 | 全航客運 | 四張犁－南區公所             | 路－崇德路                       |                                                         |
| 105  | 中鹿客運 | 四張犁－龍井                 | 路－崇德路                       | 實際起、終點為四張犁國小、龍山國小（山腳里）            |
| 127  | 豐榮客運 | 豐樂雕塑公園－臺中洲際棒球場 | 松竹路－興安路                   | 實際終點為環中豐樂路口 部分班次延駛大慶車站且不經昌平路 |
| 綠1  | 中鹿客運 | 捷運北屯總站－仁友停車場     | 文心路－興安路                   | 捷運綠線接駁公車                                        |

## 沿線設施
| （由南到北） 北屯路 一段（北屯區） - 林懋陽故居（一德洋樓，歷史建築） - 北屯水仙宮 - 北屯萬善堂 - 北屯公園 - 臺中市立圖書館興安分館 - 積善樓（北屯賴氏懷德堂門樓，直轄市定古蹟） - 臺中市北屯區文昌國民小學 - 台中慈善寺（二分埔齋堂） 天津路四段（往天津路服飾商圈） - 公有東光市場 北平路四段（往北平路小吃街） 文心路四段 台中捷運綠線 柳川 - 二分埔紀念碑（2002年（民國91年）設置，該地為二分埔之地理中心） - 平順里、平心、平福里二份埔福德祠 - 家樂福超市昌平店 - 台中市第二信用合作社文昌分社 大連路二、三段 - 合作金庫銀行昌平分行 - 85度C臺中昌平店 崇德二路一段、二段 | 二段（北屯區） - 美廉社台中昌平店 - 臺中市北屯區松竹國民小學 松竹路二段 - 三分埔紀念碑（2003年（民國92年）設置） - 昌和公園 梅川（頭家厝分線） - 昌和公園 - 臺中市警察局第五分局、四平派出所 - 北屯區行政大樓（區公所、戶政事務所） - 臺中市極限運動場 山西路三段 - 仁和公園 - 八二三砲戰紀念公園 - 國泰世華銀行昌平分行 崇德路三段 - 星巴克崇德昌平門市 - 春水堂崇德店 - UNIQLO台中崇徳店 - 仁美公園 - 北屯文昌廟 - 四張犁三官堂 - 四張犁開漳聖王廟 路 豐樂路 - 四張犁頂街集福祠 四平路 - 四張犁公園 - 臺中市立圖書館總館（北屯四張犁分館） - 臺中市第十四期市地重劃區 石碑分線 - 上七張犁同榮里福德祠 洲際路綠園道 - 上七張犁瑞昌宮 環中路一段 快官霧峰線 | 三段（北屯區、潭子區、大雅區） 北屯區 潭子區 - 中華郵政潭子區東寶郵局 - 喜美超市昌平店 員寶支線 - 樟木老樹土地公廟 - 東寶里原福祠土地公廟 - 員寶庄群英祠百姓公廟 - 潭子區第三公墓 大雅區 - 大雅區第六公墓 中山高速公路 - 遊明宮（關聖帝君廟） 員寶圳支線 港尾路／雅潭路三段、四段 四段（大雅區） - 臺中市政府警察局大雅分局馬岡派出所 - 西寶里員寶福德祠 - 清泉醫院 - 中華郵政馬崗厝郵局 - 臺中市大雅區三和國民小學 - 西寶里中正福德祠 - 大雅區第五公墓 員寶圳支線 - 西寶里花眉福德祠 - 臺中市生命禮儀管理處分處（大雅生命藝術館） 幸福城社區道路 五段（神岡區） 潭雅神自行車道 三社路 - 全聯福利中心神岡昌平店 - 台中銀行神岡分行 - 社口萬興宮 - 臺中市神岡區社口國民小學 神岡區中山路 |